# Orectolobus maculatus
Orectolobus maculatus é um tubarão tapete da família Orectolobidae, encontrado no leste do Oceano Índico a partir da Austrália Ocidental até o sul de Queensland. Ele atinge um comprimento de 3 metros.

## Ligação externa
- Ed. Froese, Rainer; Pauly, Daniel. «"Orectolobus maculatus"». www.fishbase.org (em inglês). FishBase